# Saison 5 de Mike and Molly
Chronologie
Saison 4 Saison 6
Cet article présente les vingt-deux épisodes de la cinquième saison de la série télévisée américaine Mike and Molly.

## Synopsis
La série se déroule dans la ville de Chicago, et suit les aventures de Mike Biggs, fonctionnaire de police qui tente de perdre du poids, et Molly Flynn, institutrice aux formes généreuses qui tente de faire la paix avec son corps, qui se sont rencontrés lors d'une réunion des Outremangeurs Anonymes.

## Généralités
- La diffusion de la cinquième saison initialement prévue pour début 2015[1], elle été avancée au 8 décembre 2014 du fait de l'annulation de la série The Millers[2].
- Au Canada, la saison est diffusée en simultanée sur Citytv.

## Distribution

### Acteurs principaux
- Billy Gardell : officier Michael « Mike » Biggs
- Melissa McCarthy : Molly Flynn
- Reno Wilson (en) : officier Carlton « Carl » McMillan
- Swoosie Kurtz : Joyce Flynn
- Katy Mixon : Victoria Flynn
- Nyambi Nyambi (en) : Samuel
- Rondi Reed (en) : Margaret « Peggy » Biggs
- Cleo King : Rosetta « Nana », la grand-mère de Carl
- Louis Mustillo (en) : Vincent « Vince » Moranto
- David Higgins : Harry

## Liste des épisodes

### Épisode 1: titre français inconnu (The Book of Molly)
- États-Unis /  Canada : 8 décembre 2014 sur CBS[3] / Citytv

- États-Unis : 8,06 millions de téléspectateurs[4] (première diffusion)

### Épisode 2: titre français inconnu (To Have and Withhold)
- États-Unis /  Canada : 15 décembre 2014 sur CBS / Citytv

- États-Unis : 7,85 millions de téléspectateurs[5] (première diffusion)

### Épisode 3: titre français inconnu (Tis The Season To Be Molly)
- États-Unis /  Canada : 22 décembre 2014 sur CBS / Citytv

- États-Unis : 8,52 millions de téléspectateurs[6] (première diffusion)
- Canada : 774 000 téléspectateurs[7] (première diffusion + différé 7 jours)

### Épisode 4: titre français inconnu (Gone Cheatin)
- États-Unis /  Canada : 29 décembre 2014 sur CBS / Citytv

- États-Unis : 8,32 millions de téléspectateurs[8] (première diffusion)

### Épisode 5: titre français inconnu (Molly's Neverending Story)
- États-Unis /  Canada : 5 janvier 2015 sur CBS / Citytv

- États-Unis : 9,64 millions de téléspectateurs[9] (première diffusion)

### Épisode 6: titre français inconnu (The Last Temptation of Mike)
- États-Unis /  Canada : 12 janvier 2015 sur CBS / Citytv

- États-Unis : 9,19 millions de téléspectateurs[10] (première diffusion)

### Épisode 7: titre français inconnu (Support Your Local Samuel)
- États-Unis /  Canada : 19 janvier 2015 sur CBS / Citytv

- États-Unis : 9,22 millions de téléspectateurs[11] (première diffusion)

### Épisode 8: titre français inconnu (Mike Check)
- États-Unis /  Canada : 2 février 2015 sur CBS / Citytv

- États-Unis : 9,87 millions de téléspectateurs[12] (première diffusion)

### Épisode 9: titre français inconnu (Hack to the Future)
- États-Unis /  Canada : 9 février 2015 sur CBS / Citytv

- États-Unis : 9,32 millions de téléspectateurs[13] (première diffusion)

### Épisode 10: titre français inconnu (Checkpoint Joyce)
- États-Unis /  Canada : 16 février 2015 sur CBS / Citytv

- États-Unis : 9,32 millions de téléspectateurs[14] (première diffusion)

### Épisode 11: titre français inconnu (Immaculate Deception)
- États-Unis /  Canada : 23 février 2015 sur CBS / Citytv

- États-Unis : 8,91 millions de téléspectateurs[15] (première diffusion)

### Épisode 12: titre français inconnu (The World According to Peggy)
- États-Unis /  Canada : 2 mars 2015 sur CBS / Citytv

- États-Unis : 9,65 millions de téléspectateurs[16] (première diffusion)

### Épisode 13: titre français inconnu (Buy the Book)
- États-Unis /  Canada : 9 mars 2015 sur CBS / Citytv

- États-Unis : 8,80 millions de téléspectateurs[17] (première diffusion)

### Épisode 14: titre français inconnu (What Ever Happened to Baby Peggy?)
- États-Unis /  Canada : 16 mars 2015 sur CBS / Citytv

- États-Unis : 8,57 millions de téléspectateurs[18] (première diffusion)

### Épisode 15: titre français inconnu (Pie Fight)
- États-Unis /  Canada : 23 mars 2015 sur CBS / Citytv

- États-Unis : 7,77 millions de téléspectateurs[19] (première diffusion)

- Brendan Patrick Connor (George)
- Joel Murray (Dr Jeffries)
- Eric Allan Kramer (Officer Seely)
- Cici Lau (Server)

### Épisode 16: titre français inconnu (Cocktails and Calamine)
- États-Unis /  Canada : 30 mars 2015 sur CBS / Citytv

- États-Unis : 7,65 millions de téléspectateurs[20] (première diffusion)

- Edie McClurg (Paula Martin)
- Bee-Be Smith (Writer)
- Sami Sillo (Server)
- Joseph O'Connell (Rehearsing "Mike")

### Épisode 17: titre français inconnu (Mudlick or Bust)
- États-Unis /  Canada : 13 avril 2015 sur CBS / Citytv

- États-Unis : 7,49 millions de téléspectateurs[21] (première diffusion)

- Margo Martindale (Rosemary)
- Maile Flanagan (en) (Darlene)
- Dean Chekvala (T-Bone)

### Épisode 18: titre français inconnu (No Kay Morale)
- États-Unis /  Canada : 20 avril 2015 sur CBS / Citytv

- États-Unis : 8,13 millions de téléspectateurs[22] (première diffusion)

- Kathy Bates (Kay McKinnon)
- Billy Aaron Brown (Shia)
- Claudia Doumit (Freedom)
- Jill Basey (June)
- Doug Cox (Bingo Caller)

### Épisode 19: titre français inconnu (Mother From Another Mudlick)
- États-Unis /  Canada : 27 avril 2015 sur CBS / Citytv

- États-Unis : 7,19 millions de téléspectateurs[23] (première diffusion)

- Margo Martindale (Rosemary)
- Casey Washington (Ramirez)

### Épisode 20: titre français inconnu (Fight to the Finish)
- États-Unis /  Canada : 4 mai 2015 sur CBS / Citytv

- États-Unis : 6,79 millions de téléspectateurs[24] (première diffusion)

### Épisode 21: titre français inconnu (Near Death Do Us Part)
- États-Unis /  Canada : 11 mai 2015 sur CBS / Citytv

- États-Unis : 7,69 millions de téléspectateurs[25] (première diffusion)

Mark Fite (waiter)

### Épisode 22: titre français inconnu (The Bitter Man and the Sea)
- États-Unis /  Canada : 18 mai 2015 sur CBS[26] / Citytv

- États-Unis : 7,75 millions de téléspectateurs[27] (première diffusion)
- Canada : 998 000 téléspectateurs[28] (première diffusion + différé 7 jours)

- Casey Washington (Ramirez)
- Scott Speiser (Bartender)